# White Lies (песня Vize и Tokio Hotel)
«White Lies» (с англ. — «Белая ложь») — сингл немецкого EDM дуэта Vize и немецкой рок-группы Tokio Hotel из их седьмого студийного альбома 2001. Песня была выпущена 15 января 2021 года. Позже в том же году были выпущены два ремикса песни: один от немецкого диджея NOØN 2 апреля 2021 года и другой от немецкого диджей-дуэта HBz 7 мая 2021 года. «White Lies» была использована в качестве начальной темы для 16-го сезона немецкого шоу «Germany’s Next Topmodel».

## Музыкальное видео с текстом
В текстовом видео под красно-синим слоем показаны различные локации, а на экране появляется текст песни.

## Клип
В клипе снялись все участники Tokio Hotel, а также диджей Йоханнес и Витали из VIZE. Съёмки и операторские работы провели Кристоф Кёстлин и Деннис Дирксен, а режиссёром стал Барыш Аладаг. В клипе участники Tokio Hotel и VIZE плавают в пространстве со своими инструментами, а Билл поёт песню. Цвета переливаются от красного к синему и чёрному, словно на рейв-вечеринке.
Во время съемок клипа группа Tokio Hotel опубликовала фотографии со съемок на своей официальной странице в Instagram.

## White Lies Cover Challenge
Поскольку песня стала популярной в мире социальных сетей, Tokio Hotel запустили White Lies Cover Challenge — конкурс в социальных сетях, в котором фанатам предлагается создать свой собственный кавер на песню в любом жанре на видео и отправить его им в Instagram, Facebook или Twitter до 4 апреля 2021 года, используя хэштег #WhiteLiesCoverChallenge.
Победившие каверы были затем использованы группой в фан-видеоклипе на песню. Видео было загружено на официальный аккаунт группы на YouTube 15 апреля 2021 года.

## Список композиций
| №  | Название                  | Длительность |
| -- | ------------------------- | ------------ |
| 1. | «White Lies»              | 3:03         |
| 2. | «White Lies» (HBz Remix)  | 2:58         |
| 3. | «White Lies» (NOØN Remix) | 3:07         |

## Чарты

### Недельные чарты
| Чарт (2021)                     | Высшая позиция |
| ------------------------------- | -------------- |
| Австрия (Ö3 Austria Top 40)     | 17             |
| СНГ (TopHit)                    | 26             |
| Германия (GfK)                  | 13             |
| Швейцария (Schweizer Hitparade) | 28             |
| Венгрия (Single Top 40)         | 40             |
| Задан неверный чарт Russiaradio | 18             |

### Годовые чарты
| Чарт (2021)                       | Позиция |
| --------------------------------- | ------- |
| Австрия (Ö3 Austria Top 40)       | 56      |
| СНГ (TopHit)                      | 73      |
| Германия (Official German Charts) | 50      |
| Russia Airplay (TopHit)           | 54      |
| Швейцария (Schweizer Hitparade)   | 78      |

## Сертификация
| Регион                                                                      | Сертификация | Продажи |
| --------------------------------------------------------------------------- | ------------ | ------- |
| Австрия (IFPI Austria)                                                      | Платиновый   | 30 000  |
| Германия (BVMI)                                                             | Золотой      | 200 000 |
| Данные о продажах + прослушиваниях приведены только на основе сертификации. |              |         |

## Даты выхода
| Страна | Дата           | Версия     | Формат           | Лейбл | Ref(s) |
| ------ | -------------- | ---------- | ---------------- | ----- | ------ |
| Разные | 15 января 2021 | Original   | Digital download | Epic  | [ 13 ] |
| Разные | 2 апреля 2021  | NOØN remix | Digital download | Epic  | [ 14 ] |
| Разные | 7 мая 2021     | HBz remix  | Digital download | Epic  | [ 15 ] |